# 툴빙

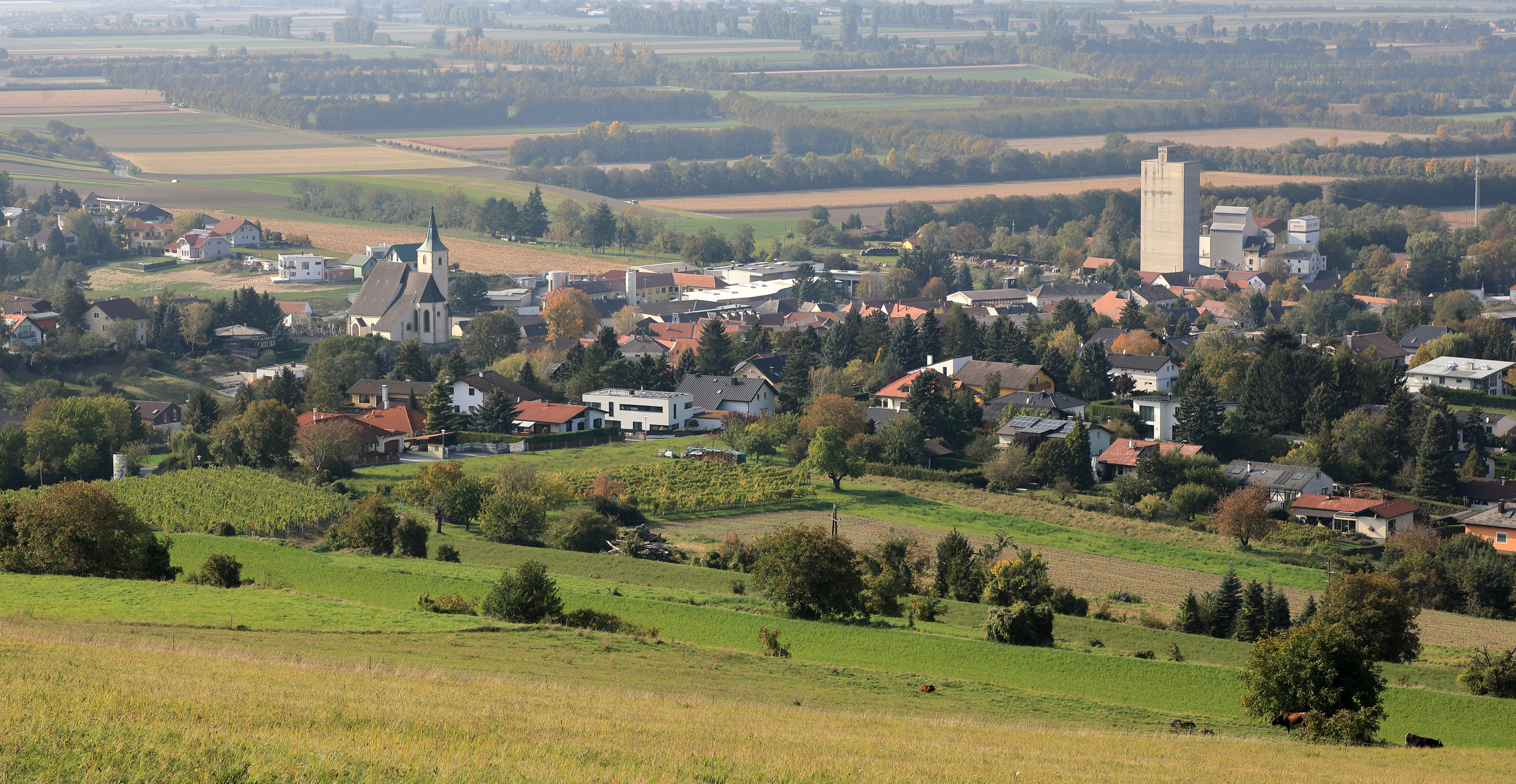

툴빙(Tulbing)은 오스트리아 니더외스터라이히 툴른안데어도나우에 위치한 지방 자치체이다. 툴빙은 시골 풍경으로 유명하다.

## 인구
| 연도 | 인구  | ±%     |
| ---- | ----- | ------ |
| 1971 | 1,433 | —      |
| 1981 | 1,755 | +22.5% |
| 1991 | 2,250 | +28.2% |
| 2001 | 2,534 | +12.6% |